# The Shepherd
The Shepherd è la seconda poesia della raccolta Songs of Innocence del poeta inglese William Blake.

## Testo originale
How sweet is the Shepherd's sweet lot!
From the morn to the evening he strays;
He shall follow his sheep all the day,
And his tongue shall be filled with praise.
For he hears the lamb's innocent call,
And he hears the ewe's tender reply;
He is watchful while they are in peace,
For they know when their Shepherd is nigh.

## Temi e struttura
La poesia consta di due quartine con versi di nove sillabe ciascuno. Le rime seguono lo schema ABCB DEFE. Il linguaggio utilizzato è volutamente semplice, così come nelle altre poesie della raccolta. Il testo riprende temi ed immagini del Salmo 23.
Sul piano del significato, la poesia può essere letta su due livelli. Il primo è quello letterale, e consiste in un elogio della vita pastorale e del contatto con la natura (tema comune a tutte le Songs of innocence); a differenza della vita urbana, con il suo disincanto e la sua frenesia, la vita del pastore è semplice e genuina, segue il suo gregge di pecore da mattina a sera, ode i loro dolci belati e le sorveglia, facendole sentire sicure e protette. Un secondo livello di lettura, come suggeriscono anche le altre poesie della raccolta, è quello metaforico: il Pastore (che è indicato con l'iniziale maiuscola) rappresenta Gesù Cristo, secondo una ben nota immagine, che custodisce e sorveglia il suo gregge, ovvero i fedeli, i quali sotto la sua guida si sentono protetti e riparati. È da notare che Blake dice che il Pastore "segue le sue pecore" (follow his sheep) invece di guidarle, e nel farlo le elogia per la loro mansuetudine: il rapporto è quindi di mutua fiducia e responsabilità, piuttosto che di docile obbedienza.

## Critica
Secondo il poeta inglese E. J. Ellis, il Pastore rappresenta la figura di Tharmas, anche se questa visione è stata osteggiata da altri critici, che vedono in lui unicamente il simbolo di Cristo. Il critico statunitense E. D. Hirsch va più in profondità, sottolineando che la poesia è meno semplice e lineare di quanto ci si aspetti: essa esprime non solo l'analogia tra Dio e l'uomo (Egli guida il suo gregge, e il gregge guida il Pastore, ovvero Dio stesso, di modo che tanto Dio quanto l'uomo siano allo stesso tempo Pastore ed Agnello), ma una sostanziale unità ontologica fra essi. Lo stesso Vangelo di Giovanni recita (17:21-23) "Come Tu, Padre, sei in me ed io in Te, siano anch'essi in noi una cosa sola". Harold Bloom ha evidenziato come anche in questa poesia venga rimarcata l'originaria condizione d'unità tra uomo e natura, mentre lo statunitense Zachary Leader si è soffermato sul disegno dello stesso Blake per la poesia, concludendo che non solo la stretta vicinanza tra le pecore ed il pastore (così come la presenza del grande albero al fianco del pastore) convogliano un senso di sicurezza ed intimità, ma l'assenza del paesaggio sullo sfondo (coperto dagli alberi), il volo di un uccello nel cielo e una leggera brezza che pare scuotere la chioma dell'albero sono i segnali dell'esistenza di un mondo esterno dal quale il pastore con il suo gregge sembrano trascendere.

## Adattamenti
Il compositore britannico Ralph Vaughan Williams ha messo in musica questa poesia assieme ad altre di Blake per la colonna sonora del film The Vision of William Blake (1958).